# サン・キーリコ・ラパーロ
サン・キーリコ・ラパーロ（イタリア語: San Chirico Raparo）は、イタリア共和国バジリカータ州ポテンツァ県にある、人口約1,000人の基礎自治体（コムーネ）。

## 地理

### 位置・広がり

#### 隣接コムーネ
隣接するコムーネは以下の通り。
- アルメント
- カルヴェーラ
- カルボーネ
- カステルサラチェーノ
- カストロヌオーヴォ・ディ・サンタンドレーア
- ガッリッキオ
- ロッカノーヴァ
- サン・マルティーノ・ダグリ
- スピノーゾ